# ورنن، وین
ورنن، وین (به فرانسوی: Vernon, Vienne) یک کمون در فرانسه است که در Canton of La Villedieu-du-Clain واقع شده‌است.

## خصوصیات
ورنن ۳۸٫۳۸ کیلومترمربع مساحت و ۶۲۲ نفر جمعیت دارد و ۱۲۸ متر بالاتر از سطح دریا واقع شده‌است.